# Paraliparis mawsoni
Paraliparis mawsoni és una espècie de peix pertanyent a la família dels lipàrids.

## Descripció
- Fa 15,9 cm de llargària màxima.[5][6]

## Alimentació
Menja amfípodes.

## Hàbitat
És un peix marí i batidemersal que viu entre 735 i 1.080 m de fondària.

## Distribució geogràfica
Es troba al mar de Weddell.

## Observacions
És inofensiu per als humans.